# 포드니-맥컴버 관세
포드니-맥컴버 관세(영어: Fordney–McCumber Tariff)는 1922년에 공장과 농장을 보호하기 위해 많은 수입품에 대한 관세를 인상한 법이었다. 미국 의회는 이 관세를 통과시키면서 친기업적 태도를 보였고, 유럽에 막대한 대출을 제공하여 대외 무역을 촉진했다. 이는 다시 미국 상품의 구매를 증가시켰다. 그러나 관세 통과 5년 후, 미국의 무역 상대국들은 자체적으로 관세를 상당히 인상했다. 프랑스는 자동차에 대한 관세를 45%에서 100%로 인상했고, 스페인은 미국 상품에 대한 관세를 40% 인상했으며, 독일과 이탈리아는 밀에 대한 관세를 인상했다. 미국농민연맹에 따르면, 농민들은 이 관세로 인해 연간 3억 달러 이상을 손해 봤다.

## 배경
전후 수요 감소로 가장 먼저 타격을 입은 경제 부문은 농업이었다. 제1차 세계 대전 동안 미국 농업 산업은 가격 상승으로 번성했으며, 이는 미국이 유럽에 공급하는 생산량 증가로 이어졌다.
농민들은 경작지를 확장하기 위해 막대한 돈을 빌렸지만, 가격이 하락하자 대출금을 갚는 데 어려움을 겪었다. 미국 농업의 전후 문제 중 일부는 농산물의 막대한 잉여에서 비롯되었는데, 유럽 국가들이 전쟁에서 충분히 회복하여 더 이상 대량의 미국 농산물을 필요로 하지 않으면서 국내 시장에서 흡수될 수 없었기 때문이다.
1919년 총 농업 소득은 177억 달러에 달했다. 1921년에는 유럽으로의 수출이 급감하면서 농업 소득은 105억 달러로 떨어졌다. 다른 경제 부문들은 비슷한 운명을 피하고 싶어 했다. 1920년 미국 선거로 인해 보수적인 친기업 및 친농업 공화당이 의회와 백악관을 모두 장악했다.
의회는 청문회를 열어 여러 가지 새로운 보호 수단을 마련했다. 하나는 국가 간 생산 비용을 균등화하기 위한 과학적 관세였다. 어떤 나라도 미국 기업이 부과하는 가격보다 낮은 가격을 매길 수 없었다. 생산 비용의 차이는 관세 위원회에서 계산했다.
다른 하나는 미국 판매 가격이었다. 이는 대통령이 수입품이 아닌 미국 상품의 가격을 기준으로 관세를 계산할 수 있도록 허용했다.
이 법안은 또한 관세 위원회의 권고가 있을 경우 대통령이 제품에 대한 세율을 인상하거나 인하할 수 있는 권한을 부여했다.
1922년 9월, 포드니-맥컴버 관세 법안(하원 세입 위원회 위원장인 조지프 포드니와 상원 재정 위원회 위원장인 포터 맥컴버의 이름을 따서 명명됨)이 워런 G. 하딩 대통령에 의해 서명되었다. 결국, 이 관세법은 미국의 종가세율을 부과 대상 수입품의 경우 평균 약 38.5%로, 전체 평균은 14%로 인상했다. 이 관세는 생산 비용과 시장 가치에 따라 결정되었기 때문에 공격적이라기보다는 방어적이었다.

## 경제적 영향
농업의 경우, 관세는 농민의 구매력을 2~3% 높였지만, 다른 산업은 일부 농업 장비의 가격을 인상했다. 1926년 9월, 농업 단체들이 발표한 경제 통계는 농기계 비용 상승을 보여줬다.
예를 들어, 마구 평균 가격은 1918년 46달러에서 1926년 75달러로, 14인치 쟁기는 14달러에서 28달러로, 예초기는 45달러에서 95달러로, 농업용 마차는 85달러에서 150달러로 올랐다.
이는 미국과 무역하는 다른 유럽 국가들과의 관세 전쟁을 촉발했다. 미국의 관세가 오르자 다른 나라들도 뒤따랐다.
미국농민연맹에 따르면, 농민들은 이 관세로 인해 연간 3억 달러 이상을 손해 봤다.

## 반응
이 관세는 공화당과 보수주의자들에게 지지를 받았고, 민주당, 자유주의자, 진보주의자들에게는 일반적으로 반대받았다. 이 관세의 한 가지 목적은 제1차 세계 대전에서 돌아온 사람들에게 더 많은 일자리를 제공하는 것이었다.
무역 상대국들은 즉시 불평했다. 전쟁의 영향을 받은 유럽 국가들은 미국으로부터 받은 전쟁 대출금을 상환하기 위해 미국 시장에 자국 수출품을 접근시키려 했다. 민주당 하원의원 코델 헐은 "우리의 해외 시장은 생산 효율성과 우리가 판매할 국가들의 관세에 달려 있습니다. 우리 자신의 [높은] 관세는 각 요소에서 중요한 요인입니다. 이는 전자를 해치고 후자를 유도합니다"라고 경고했다.
관세 통과 5년 후, 미국의 무역 상대국들은 자체적으로 관세를 상당히 인상했다. 프랑스는 자동차에 대한 관세를 45%에서 100%로 인상했고, 스페인은 미국 상품에 대한 관세를 40% 인상했으며, 독일과 이탈리아는 밀에 대한 관세를 인상했다.
1928년, 헨리 포드는 이 관세를 비판하며 미국 자동차 산업이 국내 시장을 장악하고 있으므로 보호가 필요 없다고 주장했다. 그의 주요 관심사는 이제 해외 판매를 확대하는 것이었다.
일부 농민들은 이 관세에 반대하며 농업 불황의 원인으로 지목했다. 미국농민연맹은 관세로 인해 원모 가격이 상승하여 농민들이 2,700만 달러의 비용을 부담했다고 주장했다. 민주당 상원의원 데이비드 I. 월시는 농민들이 순수 수출업자이므로 보호가 필요 없다고 주장하며 관세에 이의를 제기했다. 그들은 잉여 생산물을 판매하기 위해 해외 시장에 의존했다. 월시는 관세 시행 첫 해에 생활비가 전쟁 기간을 제외하고 다른 어떤 해보다 높게 치솟았다고 지적했다. 그는 미국 노동부의 조사를 제시했는데, 평가된 32개 도시 모두에서 생활비가 증가한 것으로 나타났다. 예를 들어, 시카고에서는 식품 비용이 16.5% 증가했고 뉴욕에서는 9.4% 증가했다. 의류 가격은 버팔로에서 5.5%, 시카고에서 10.2% 상승했다.
미네소타 농민국의 수장인 공화당원 프랭크 W. 머피 또한 문제는 농산물의 세계 가격이 아니라 농민들이 구매해야 하는 물건에 있다고 주장했다.

## 같이 보기
- 1913년 소득세법
- 1921년 긴급 관세법
- 스무트-홀리 관세법
- 상호 관세법
- 국제무역
- 보호무역

## 일반 및 인용 출처
- Dollar, Charles M. (1973). 《The South and the Fordney–McCumber Tariff of 1922: A Study in Regional Politics》. 《Journal of Southern History》 39. 45–66쪽. doi:10.2307/2206791. JSTOR 2206791.
- Hayford, Marc; Pasurka, Carl A. Jr. (1992). 《The Political Economy of the Fordney–McCumber and Smoot–Hawley Tariff Acts》. 《Explorations in Economic History》 29. 30–50쪽. doi:10.1016/0014-4983(92)90031-Q.
- Kaplan, Edward S. and Thomas W. Ryley (1994). Prelude to Trade Wars: American Tariff Policy, 1890–1922, the standard scholarly history online
- Kaplan, Edward S. (March 16, 2008). "The Fordney–McCumber Tariff of 1922". Robert Whaples, ed. EH.Net Encyclopedia.
- Kaplan, Edward S. (1996). 《American Trade Policy, 1923–1995》. Westport, Connecticut: Greenwood Press. ISBN 0-313-29480-1.
- Rothgeb, John (2001). 《U.S. Trade Policy》. Washington D.C.: CQ Press. ISBN 1-56802-522-X.
- Taussig, F. W. (1922). 《The Tariff Act of 1922》. 《Quarterly Journal of Economics》 37. 1–28쪽. doi:10.2307/1885907. JSTOR 1885907.